# Gonzalo Torné
Gonzalo Torné de la Guardia (Barcelona, 30 de marzo de 1976) es un escritor español . Cursó estudios de Filosofía y Estética en la Universidad de Barcelona. 

## Obra

### Novelas
- Lo inhóspito. Editorial Elipsis (2007)
- Hilos de sangre. Random House. 2010. p. 480. ISBN 9788439723837.
- Divorcio en el aire. Anagrama (reeditado en 2023). 2013 [Random House]. p. 360. ISBN 9788433901545.
- Años felices. Anagrama. 2017. p. 368. ISBN 9788433998255.
- El corazón de la fiesta. Anagrama. 2020. p. 256. ISBN 9788433998897.
- Brujería. Anagrama. 2024. p. 400. ISBN 9788433927262.

### Ensayo
- Tres maestros: Bellow, Naipaul, Marías. Flash (Penguin Random House). 2012. ISBN 9788499921853.
- La cancelación y sus enemigos. Anagrama. 2022. ISBN 9788433916693.

Como traductor ha trabajado también a autores como Samuel Johnson, William Wordsworth y John Ashbery.
Es el responsable de la colección de poesía de Alba Editorial.

## Premios
- 2010: Hilos de sangre, Premio Jaén de novela.